# Duszniki (gemeente)
De gemeente Duszniki is een landgemeente in het Poolse woiwodschap Groot-Polen, in powiat Szamotulski.
De zetel van de gemeente is in Duszniki.
Op 30 juni 2004 telde de gemeente 8116 inwoners.

## Oppervlakte gegevens
In 2002 bedroeg de totale oppervlakte van gemeente Duszniki 156,28 km², waarvan:
- agrarisch gebied: 85%
- bossen: 6%

De gemeente beslaat 13,96% van de totale oppervlakte van de powiat.

## Demografie
Stand op 30 juni 2004:
| Omschrijving                   | Totaal | Totaal | Vrouwen | Vrouwen | Mannen | Mannen |
| ------------------------------ | ------ | ------ | ------- | ------- | ------ | ------ |
| eenheid                        | aantal | %      | aantal  | %       | aantal | %      |
| inwoners                       | 8116   | 100    | 4071    | 50,2    | 4045   | 49,8   |
| bevolkingsdichtheid (inw./km²) | 51,9   | 51,9   | 26      | 26      | 25,9   | 25,9   |

In 2002 bedroeg het gemiddelde inkomen per inwoner 1271,04 zł.

## Administratieve plaatsen (sołectwo)
Brzoza, Ceradz Dolny, Chełminko, Duszniki, Grzebienisko, Kunowo, Mieściska, Młynkowo, Niewierz, Podrzewie, Sędzinko, Sędziny, Sękowo, Wierzeja, Wilczyna, Wilkowo, Zakrzewko.
Plaatsen zonder de status sołectwo: Grodziszczko, Sarbia, Zalesie.

## Aangrenzende gemeenten
Buk, Kaźmierz, Kuślin, Lwówek, Opalenica, Pniewy, Tarnowo Podgórne